# 大鵰鴞
大角鴞（學名：Bubo virginianus）是美洲一種中型的貓頭鷹。牠們的適應力強，是美洲分佈得最廣的鴟鴞科。
南美洲南部的小鵰鴞經常被認為是大角鴞的亞種。

## 特徵
大角鴞長46-68厘米，翼展長101-153厘米。雌鳥比雄鳥大，平均長55厘米，翼展長124厘米，重1.4公斤。較大的個體分佈在近極地，較小的個體則接近赤道，符合伯格曼定律（Bergmann's Rule）。

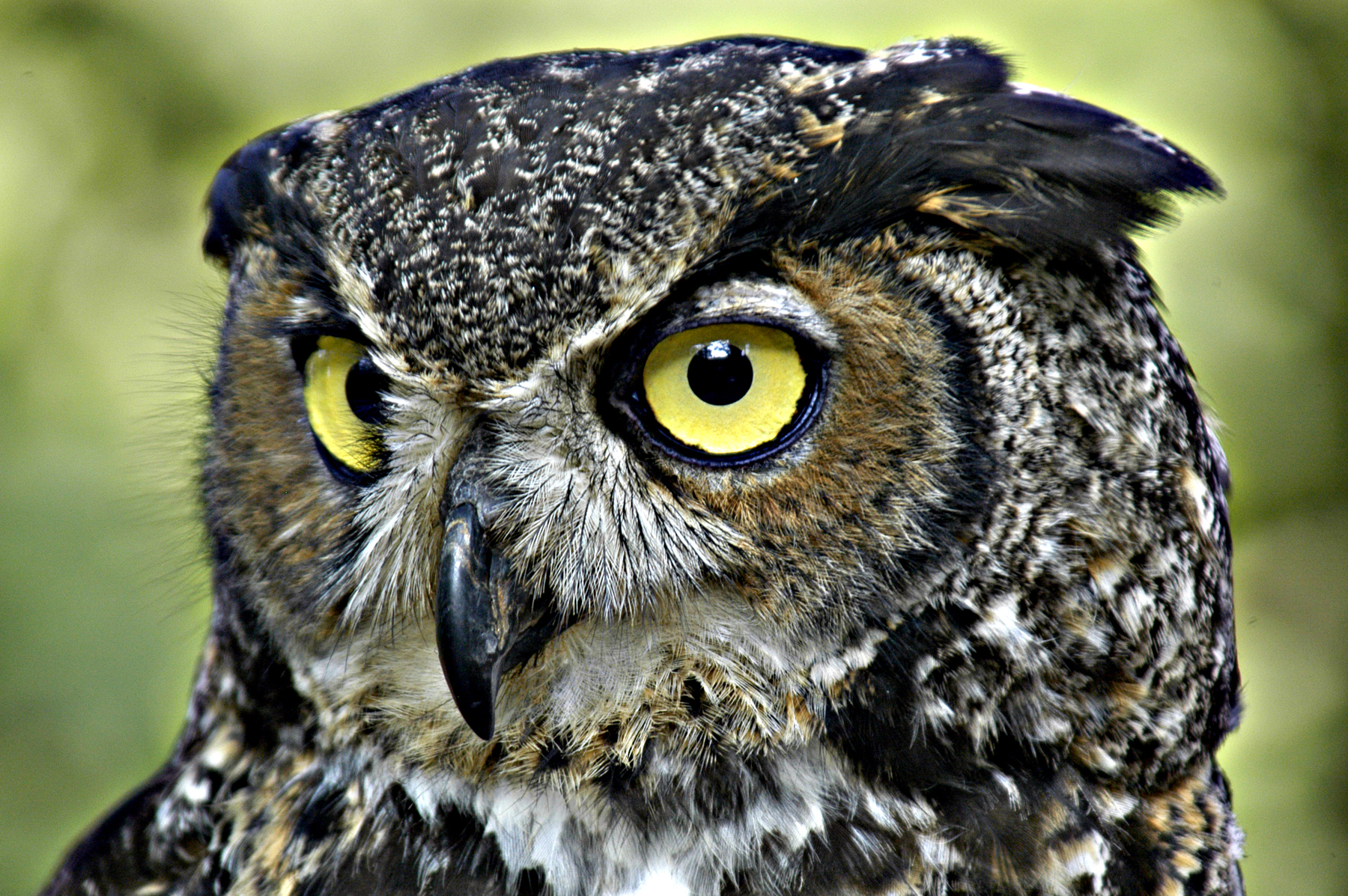
B. v. virginianus的面部。

大角鴞的耳邊絨毛很大，面部呈紅色、褐色或灰色，喉嚨有一片白色。虹膜黃色，其下B. V. nacurutu的虹膜則是琥珀色。其「角」並非耳朵或是真正的角，而只是絨毛或羽毛。下身淺色帶有褐色斑紋。腳上至爪前都長有羽毛。個別及地區性的顏色都有分別：靠近極地的個體呈較淺色，而在中美洲的則呈深朱古力褐色。
大角鴞的叫聲是低音但大部的咕咕聲，一連四或五個音節。雌鳥的叫聲較高音，尾音上升。幼鳥只會發出嘶嘶聲，很易與倉鴞的叫聲混淆。
大角鴞很易與小雕鴞及其他雕鴞屬混淆。不過牠們一般都是異域的。

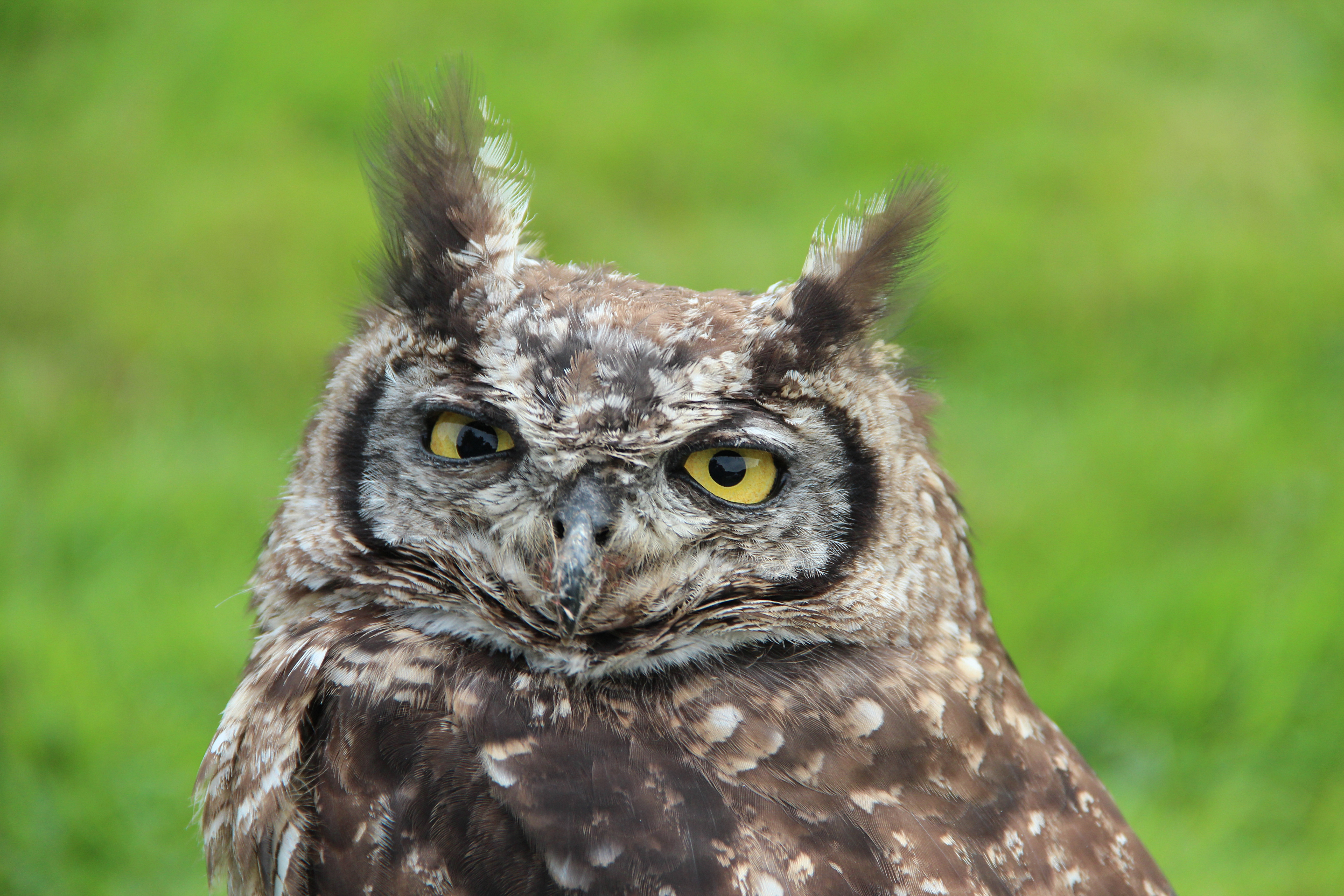
他那雙刺眼的黃眼睛和他那頂白鷺。

### 亞種
大角鴞之下命名了很多亞種，但是其中很多都是一些個體或漸變群。亞種的分別主要是在毛色及大小，而且一般都符合格洛格尔律或伯格曼定律：
- B. v. virginianus：指名亞種，分佈在美國明尼蘇達州至德克薩斯州東部；東北至加拿大新斯科細亞及愛德華王子島。牠們全年是留鳥。身體呈褐色及赤褐色，下身有黑褐色的斑紋。腳呈黃褐色至淺黃色，一般有黑色斑紋。

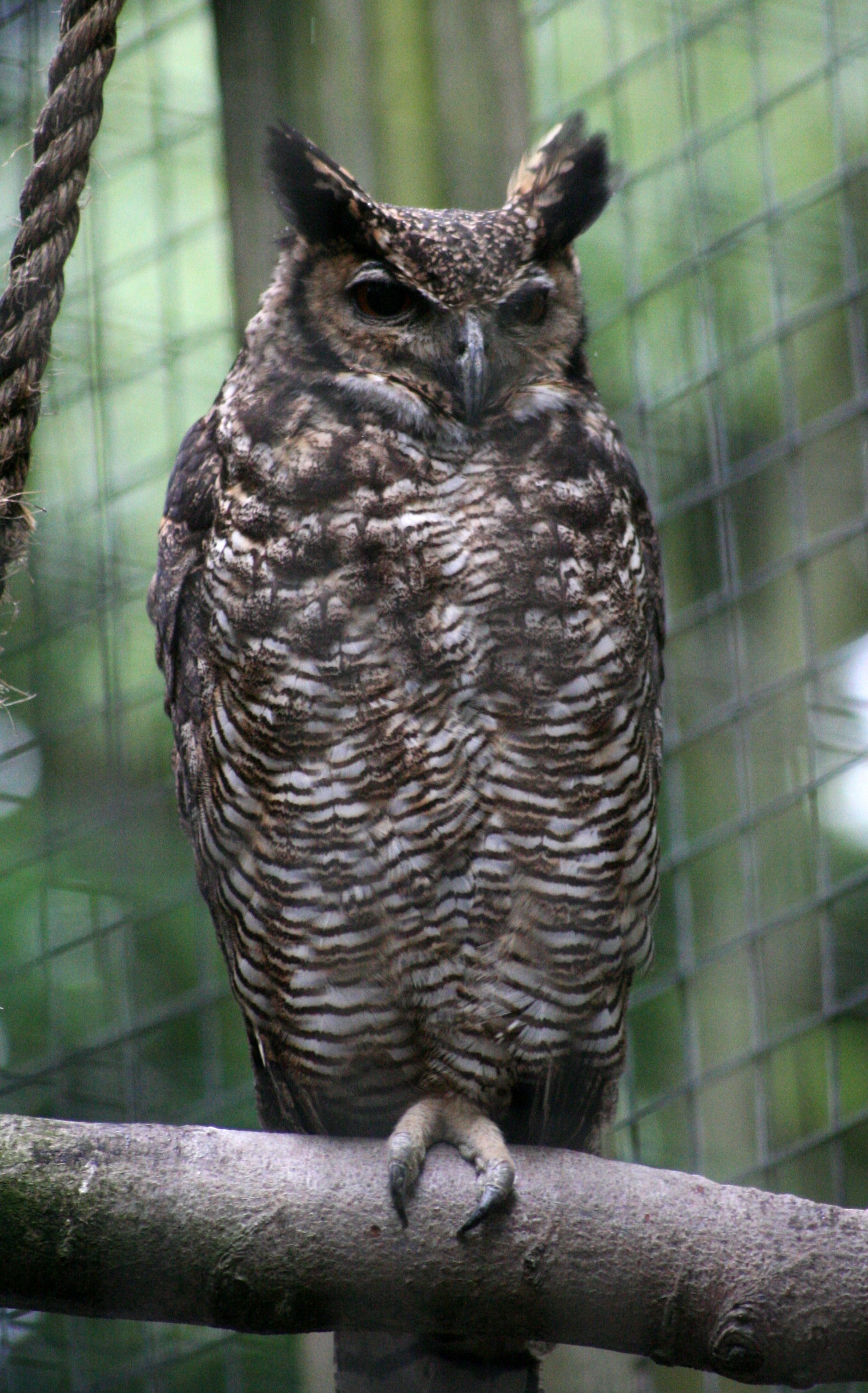
B. v. nacurutu。

- B. v. nacurutu：棲息在低地的形態，散佈在哥倫比亞東部至圭亞那、玻利維亞至巴西南部的亞馬遜盆地至阿根廷北部。牠們全年是留鳥。這個亞種中亦有一些建議的亞種，包括B. v. scotinus、B. v. elutus及B. v. deserti。[3]牠們呈深褐色，喙很長。在巴西半乾旱內陸群落的上尾及耳底有較多的白色。牠們是唯一擁有琥珀色虹膜的亞種。

- B. v. subarcticus：繁殖分佈地在英屬哥倫比亞馬更些（Mackenzie）東至哈德遜灣；南端邊界不詳，但最少會至蒙大拿州及北達科他州,。非繁殖的一般會在南至南緯45°的地方出沒，有時會南下得更遠。其下包括被命名為B. v. occidentalis及B. v. sclariventris。[4]舊有的名稱B. v. wapacuthu有時也會用作稱呼這個亞種，但卻只能作為一個可疑名。B. v. algistus的群落可能只是一些走失的個體，或是B. v. subarcticus、B. v. saturatus及B. v. lagophonus的過渡體。[3]這是較為淡色的亞種，上身呈白色至淺黃色，下身有黑色斑紋。非常淡色的個體則會很像雌性的雪鴞。腳呈白色至淺黃色，有很少或沒有斑紋。

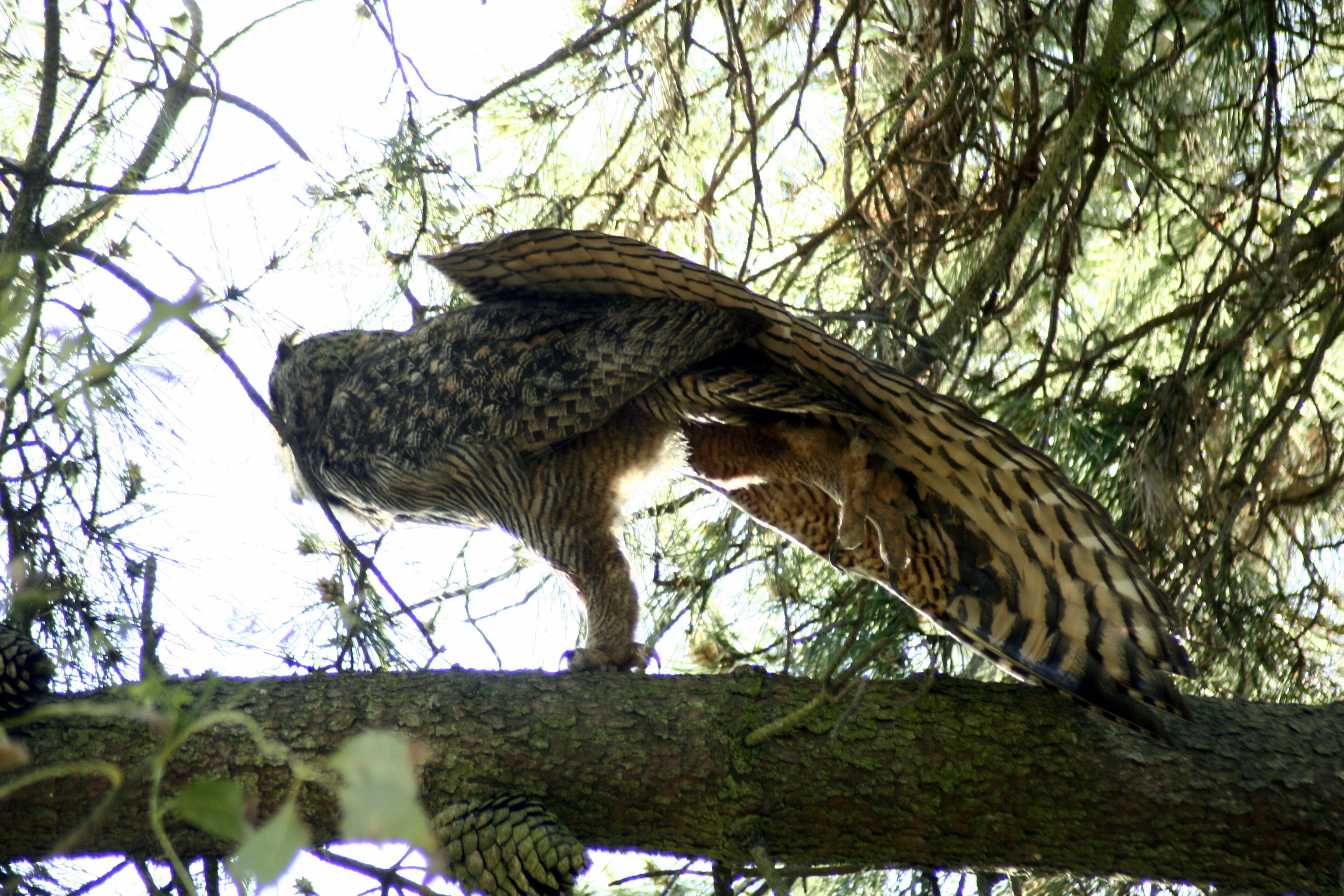
正在伸展的B. v. pacificus。

- B. v. pacificus：分佈在內華達山脈以西的加利福尼亞州中部及南部，南至墨西哥下加利福尼亞州西北部。在聖地牙哥郡有與B. v. pallescens的過渡體。牠們全年是留鳥。牠們的毛色呈褐色，下身有深色的斑紋。肱骨部份為黑色，腳掌呈深色斑紋。

- B. v. saturatus：分佈在阿拉斯加東南部至加利福尼亞州北部的太平洋海岸。全年均是留鳥。牠們呈深沉灰色，下身有很多斑紋。腳呈暗色。

- B. v. nigrescens：分佈在安地斯山脈，由哥倫比亞至秘魯西北部的溫帶及高山荒原。全年均是留鳥。牠們呈深灰褐色，有很深色的斑點。

- B. v. pallescens：分佈在聖華金谷（San Joaquin Valley）向東南經加利福尼亞州東南部及猶他州南部，東至堪薩斯州西部及南至墨西哥格雷羅州及韋拉克魯斯州西部。牠們與B. v. pacificus的過渡體分佈在聖地牙哥郡。B. v. lagophonus及洛磯山脈群落也在其分佈地出沒。全年也是留鳥。牠們細小及呈淡淺黃色，有不明顯的斑紋。肱骨部份呈棕土色，腳半白色及沒有斑紋。

- B. v. mayensis：分佈在猶加敦半島，全年留鳥。牠們的體型細小至中等，淡色。

- B. v. elachistus：分佈在下加利福尼亞州南部，全年留鳥。牠們的毛色像B. v. pacificus，但稍為細小。

- B. v. heterocnemis：繁殖分佈地在加拿大東部。於冬天會向南的安大略省及美國東北部遷徙。很難與B. v. saturatus分辨。[3]

牠們呈深灰色，有很多斑紋。腳呈淡色及狼斑紋。
- B. v. lagophonus：繁殖分佈地在阿拉斯加內陸經英屬哥倫比亞的山區至俄勒岡州、斯內克河及蒙大拿州西北部。冬天向南遷徙至科羅拉多州及德克薩斯州。很難與B. v. saturatus分辨。[3]牠們比B. v. saturatus較為灰色，但整體相似。腳有暗色的斑紋。

- B. v. mesembrinus：分佈在特旺特佩克地峽（Isthmus of Tehuantepec）至巴拿馬西部，全年留鳥。牠們呈中等身型，比B. v. mayensis較為深色。

- B. v. ssp. nov.：洛磯山脈群落，可能是一個未描述的亞種。牠們的繁殖分佈地在斯內特河南部南至亞利桑那州、新墨西哥州及瓜达洛普山脉，西至Modoc高原及莫諾湖（Mono Lake）。B. v. occidentalis可能是牠們的名稱，也有被認為是B. v. pallescens及B. v. lagophonus的過渡體。[3]牠們呈中灰色，介乎B. v. lagophonus及B. v. pallescens兩色之間。下身有淡黃色的陰影及略略有斑紋。腳也有斑紋。

加利福尼亞州發現的古新世Bubo sinclairi可能是大角鴞的古亞種。

## 分佈及生態
大角鴞分佈在北美洲的亞北區經中美洲及南美洲南至火地群島。在瓜地馬拉南部、薩爾瓦多及尼加拉瓜至巴哈馬、亞馬遜森林及南美洲南部、與及西印度群島及大部份海島上都不會見到大角鴞。
大角鴞會棲息在樹上，包括落葉林、針葉林、混交林、熱帶雨林、潘帕平原、大草原、山區、沙漠、亞北區的凍土層、石灘、紅樹林及一些市區。牠們較少出沒在極端氣候的地區，並不會到濕地環境及高海拔的凍土層。所有已交配的大角鴞都是留鳥，未交配的或幼鳥就會在較少食物供應的冬天離開，到處尋找伴侶及地盤。
大角鴞的鳥蛋及雛鳥是狐狸、郊狼或野貓的獵物。成鳥並沒有天敵，但與鷹、雪鴞及其他大型鴞類對抗時可能會被殺死。牠們並非受到威脅的生物。

### 食物及行為

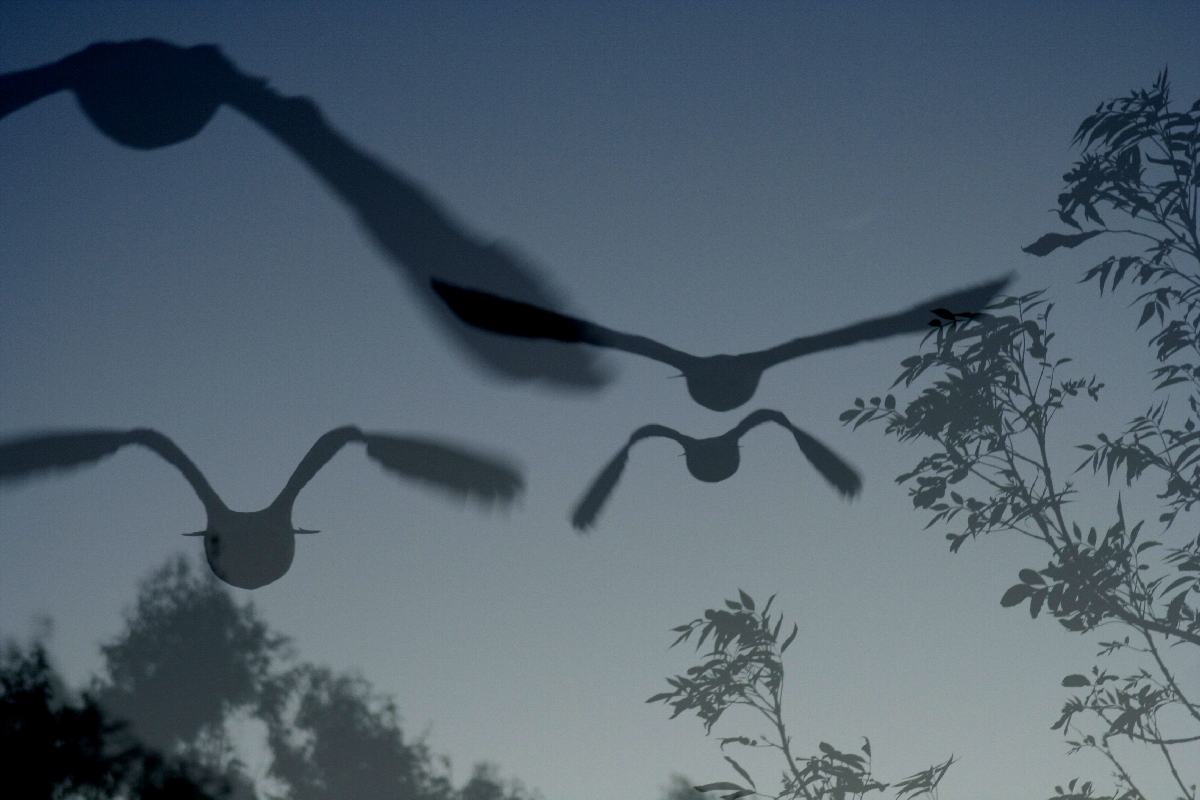
大角鴞飛行時的重疊圖。

大角鴞有雙目視覺，可以準確尋找獵物及在低光度下仍能看見。牠們的眼睛大如人類的，但卻不能在眼窩內轉動。所以大角鴞會轉動頭部。其頸部在身體保持不動時可以轉動達270°。
大角鴞的聽覺也很好。牠們感覺深度的能力比人類更強。這是由於牠們的耳朵並非在頭的兩側，而是在頭較高的位置。只要傾斜或轉動頭部，牠們就可以準確測量聲音的橫向及直向位置。
大角鴞是在夜間獵食，會站在高處等待獵物，再俯衝擒獲獵物。牠們主要狩獵細小至中等的哺乳動物，如野兔、兔、浣熊、大家鼠、松鼠、小鼠屬、鼴科、田鼠、旱獺、鼩鼱科、蝙蝠、犰狳科、鼬屬及沙鼠。牠們更是豪豬及鼬鼠的天敵。牠們也會獵食其他鳥類，由細小的戴菊鳥至大如大藍鷺不等。涉禽（尤其是蹼雞屬及鴨），甚至乎雪鴞的幼崽都會被獵食。牠們有時會吃農場的小雞及小鴨。牠們有時也會吃爬行類、兩棲類、魚類、甲殼類及昆蟲。也有紀錄牠們會同類相食。
大角鴞爪的壓力可以達到每平方吋500磅，遠遠超過人手的60磅的握力。在北部若有較大的獵物，牠們會將吃剩的獵物冰凍起來，到有需要時再用體溫來解凍。牠們傾向在同一地方反芻食物。

### 繁殖

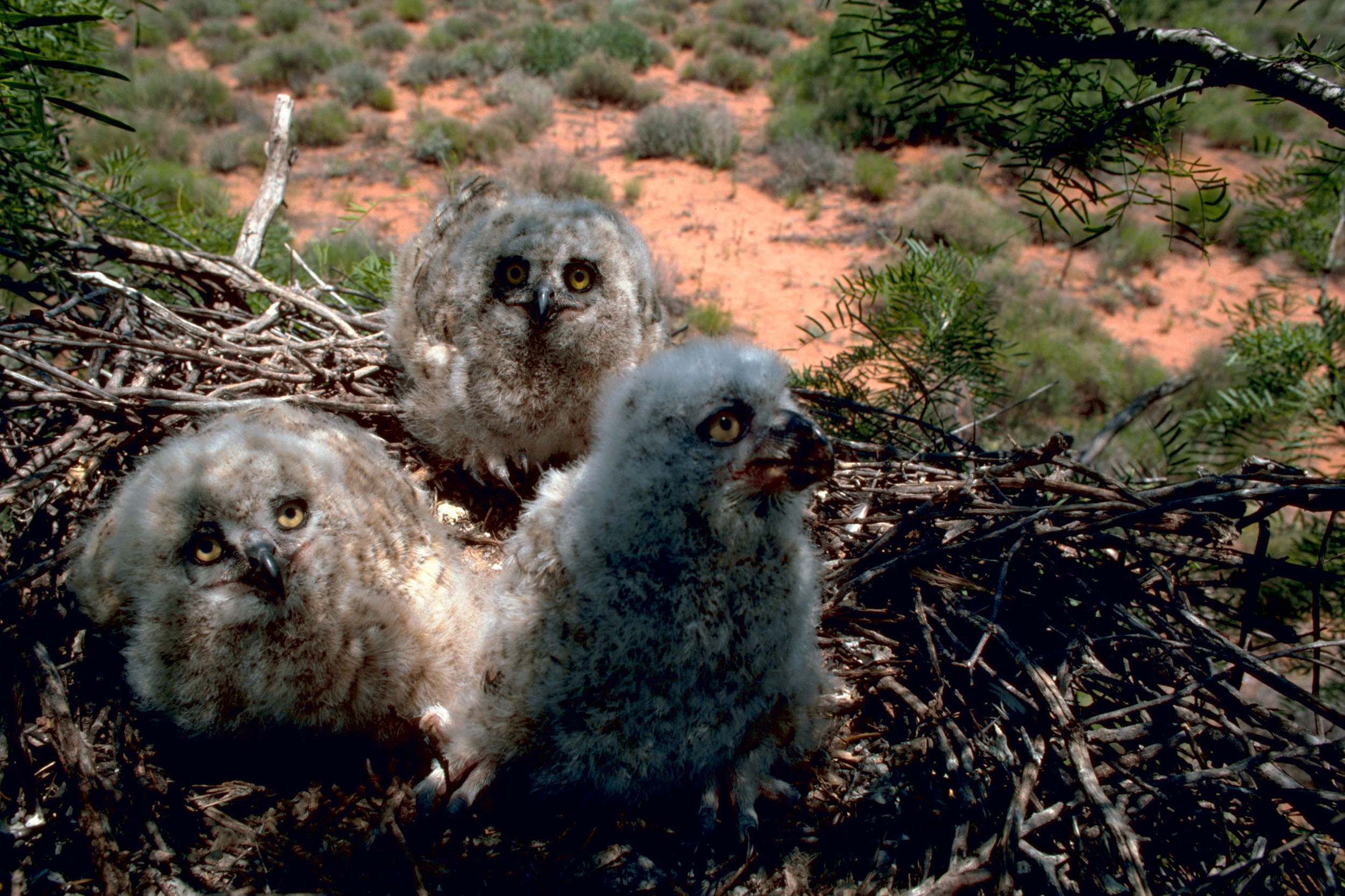
雛鳥。

大角鴞是北美洲最早繁殖的鳥類。牠們於1月下旬或2月初繁殖，在10月的冬天就開始互相呼叫。牠們會在12月前交配。位於熱帶氣候的群落，其繁殖季節很不明確。牠們會接管其他大至鳥類的鳥巢，有時更會加些羽毛。烏鴉及渡鴉、紅尾鵟或大型松鼠的巢都是牠們的對象。牠們有時也會利用樹洞、崖壁、空置大廈及人工平台等作為鳥巢。
大角鴞每次平均會生2隻蛋，介乎1-5隻蛋。鳥蛋平均闊4.65厘米，長5.52厘米，重51克。孵化期介乎30-37日，平均33日。雙親會不斷哺育雛鳥至兩星期大，隨後開始減少。6星期大的幼鳥會移到附近的樹枝，1星期後開始學飛。雛鳥在10月下旬仍會要求哺育及未離開雙親，直至12月雙親開始繁殖第二胎。幼鳥會有1-2年時間的交配空白期，這段時間牠們會流浪，直至牠們交配及建立自己的地盤。

## 象徵
大角鴞(又名大角梟)是加拿大艾伯塔省的省鳥。

## 外部連結
- Cornell Lab of Ornithology （页面存档备份，存于）
- South Dakota Birds and Birding （页面存档备份，存于）
- USGS Patuxent Bird Identification InfoCenter （页面存档备份，存于）
- Internet Bird Collection （页面存档备份，存于）
- "Terra: The Nature of Our World"
- 大雕鴞的叫聲
- 大鵰鴞的图片